# 34717 Mirkovilli
34717 Mirkovilli è un asteroide della fascia principale. Scoperto nel 2001, presenta un'orbita caratterizzata da un semiasse maggiore pari a 2,1955504 UA e da un'eccentricità di 0,1450795, inclinata di 5,40869° rispetto all'eclittica.